# Гиллесхаммер, Гленн
Гленн А. Гиллесха́ммер (англ. Glenn A. Gilleshammer; 31 марта 1935, Графтон, Северная Дакота — 10 марта 2018, Графтон, Северная Дакота) — американский кёрлингист.
В составе мужской сборной США участник чемпионата мира 1970 (заняли четвёртое место). Двукратный чемпион США среди мужчин.
Играл на позиции третьего.
В 1956 был сооснователем и первым президентом кёрлинг-клуба Grafton Curling Club.
В 2000 введён в Зал славы Ассоциации кёрлинга США (англ. United States Curling Association Hall of Fame).

## Достижения
- Чемпионат США по кёрлингу среди мужчин: золото (1960, 1970).

## Команды
| Сезон   | Четвёртый          | Третий             | Второй          | Первый         | Турниры                       |
| ------- | ------------------ | ------------------ | --------------- | -------------- | ----------------------------- |
| 1959—60 | Orvil Gilleshammer | Гленн Гиллесхаммер | Wilmer Collette | Donald LaBonte | ЧСША 1960                     |
| 1969—70 | Арт Таллаксон      | Гленн Гиллесхаммер | Рэй Холт        | Трумен Томпсон | ЧСША 1970 · ЧМ 1970 (4 место) |

(скипы выделены полужирным шрифтом)

## Частная жизнь
Его старший брат Орвил Гиллесхаммер (англ. Orvil Gilleshammer) тоже был кёрлингистом, они вместе выиграли чемпионат США в 1960.